# Antikythera (eiland)
Antikythera (Grieks: Αντικύθηρα; Nederlands: Andikithira) is een Grieks eiland dat halverwege tussen Kythira en Kreta ligt.
De hoofdplaats is het dorpje Potamos. De overige dorpen zijn Galanianá en Charchalianá. In 2001 telde het hele eiland slechts 44 bewoners. In de zomermaanden neemt het inwoneraantal met een paar honderd toe.
Het eiland valt vanaf 2011 bestuurlijk onder de gemeente Kythira, regionale eenheid Nisia, bestuurlijke regio Attica.

## Scheepswrak
Antikythera is vooral bekend door de ontdekking van het Wrak van Antikythera en het aan boord gevonden Mechanisme van Antikythera, een uit de klassieke oudheid daterend astronomisch uurwerkmechanisme.

## Geschiedenis
Uit opgravingen is gebleken dat het eiland al in 3500 v.Chr. bewoond werd.
In de periode van de 4e eeuw v.Chr. tot aan de 1e eeuw v.Chr. was Antikythera een van de uitvalsbases van de Cilicische zeerovers.
De Romeinse generaal Pompeius wist alle Cilicische piraten in 67 v.Chr. in een campagne van slechts drie maanden te verslaan.
In de middeleeuwen werd het eiland ingelijfd door de Republiek Venetië.
In 1792 vestigde een groep kolonisten van Kreta zich op Antikythera.
In 1815 werd de Republiek van de Ionische Eilanden opgericht, met als hoofdstad Korfoe.
Deze republiek werd in 1846 onderdeel van Griekenland.

## Bezienswaardigheden
In het noordoosten van het eiland liggen de resten van een Cilicisch fort. Aan de zuidpunt van Antikythera staat sinds 1926 een vuurtoren. Verder zijn er een aantal oude kapellen, windmolens en een watermolen te vinden. Ook staat er een vogelobservatieplaats.
Op 17 augustus wordt een feest ter ere van de patroonheilige, Myron van Kyzikos, gevierd.

## Bereikbaarheid
Er is een veerdienst die de plaatsen Piraeus (in de buurt van Athene) en Kissamos op Kreta met elkaar verbindt. Eens in de zoveel tijd maakt deze een tussenstop op Antikythera.